# William J. Christie
Pour les articles homonymes, voir Christie.
Cet article concerne l'homme politique canadien. Pour le musicien, voir William Christie.
William Joseph Christie, né le 19 janvier 1824 à Fort Albany et mort le 22 octobre 1899 à Seeleys Bay, est un homme politique canadien et un employé important de la Compagnie de la Baie d'Hudson. Il a servi en tant que membre ou conseiller du Conseil temporaire du Nord-Ouest (en), le premier gouvernement des Territoires du Nord-Ouest, de 1872 à 1873. En 1874, il a été commissionnaire pour la négociation du Traité 4 à Fort Qu'Appelle, ainsi qu'en 1876 pour les négociations du Traité 6 à Fort Carlton et à Fort Pitt.